# Verwaltungsgemeinschaft Rotthalmünster
Verwaltungsgemeinschaft Rotthalmünster – wspólnota administracyjna w Niemczech, w kraju związkowym Bawaria, w rejencji Dolna Bawaria, w regionie Donau-Wald, w powiecie Pasawa. Siedziba wspólnoty znajduje się w miejscowości Rotthalmünster.
Wspólnota administracyjna zrzesza jedną gminę targową (Markt) oraz jedną gminę wiejską (Gemeinde):
- Malching, 1286 mieszkańców, 25,24 km²
- Rotthalmünster, gmina targowa, 4969 mieszkańców, 44,53 km²